# 布萊克傑克鎮區 (北卡羅萊納州里奇蒙縣)
布萊克傑克鎮區（英語：Black Jack Township）是位於美國北卡羅萊納州里奇蒙縣的一個鎮區。

## 地方資料
布萊克傑克鎮區的面積為70.96平方千米，皆為陸地。根據2020年美國人口普查的數據，當地共有人口460人，而人口密度為每平方千米6.48人。